# Sh*t My Dad Says
Sh*t My Dad Says (traduzido no Brasil como Meu Pai Fala Cada M*rda) é um livro de comédia escrito pelo escritor estadunidense Justin Halpern, baseado no perfil de Twitter "@shitmydadsays" que possui mais de dois milhões e novecentos mil seguidores e também deu origem à série de televisão $#*! My Dad Says.
O livro, lançado originalmente pela editora It Books, da HarperCollins, em 4 de maio de 2010 nos Estados Unidos, foi lançado no Brasil pela editora Sextante e retrata a relação entre Justin Harper, um escritor de 28 anos e seu pai, Sam Halpern, um aposentado rabugento de setenta e três anos, quando Justin, após terminar seu relacionamento com sua namorada, volta para casa do pai.
O livro atingiu a primeira posição na lista dos Bestsellers do jornal estadunidense The New York Times, posição que alcançou em 11 de junho de 2010, após estrear na oitava colocação da lista. Ele também conseguiu boas resenhas da crítica especializada, em periódicos como o The Guardian, o Time e o Chicago Tribune.